# Jorja Miller
Pour les articles homonymes, voir Miller.
Pas d'image ? Cliquez ici

a Compétitions nationales et continentales officielles uniquement.

b Matchs officiels uniquement.
Dernière mise à jour le 24 mai 2025.
Jorja Miller, née le 8 février 2004 à Timaru (Nouvelle-Zélande), est une joueuse internationale néo-zélandaise de rugby à XV et internationale néo-zélandaise de rugby à sept.

## Biographie
Jorja Miller naît et grandit à Timaru en Nouvelle-Zélande au sein d'une famille de joueurs et joueuses de rugby à XV. Elle fait ses débuts dans ce sport dès l'âge de quatre ans au Timaru Harlequins RFC.
En 2021, elle est nommée dans l'effectif de Canterbury et dispute la Farah Palmer Cup,.
Sélectionnée pour le tournoi féminin de rugby à sept aux Jeux olympiques d'été de 2024, organisés à Paris, elle remporte la médaille d'or. Elle est la plus jeune championne olympique de la délégation néo-zélandaise.

## Palmarès

### Rugby à XV
- Vainqueur de la Pacific Four Series en 2025.

### Rugby à sept
- Finaliste de la Coupe du monde en 2022.
- Vainqueur de la série mondiale en 2023.
- Championne olympique en 2024.

### Distinctions personnelles
- Récipiendaire du Kelvin R Tremain Memorial (joueuse néo-zélandaise de l'année) en 2024.
- Élue Joueuse de l'année de la série mondiale en 2025.